# Vaiana 2
Vaiana 2 (ang. Moana 2) – amerykański animowany muzyczny film przygodowy z 2024 roku w reżyserii Dave’a Derricka Jr. Jest to kontynuacja Vaiany z 2016 roku. Amerykańska premiera filmu odbyła się 21 listopada 2024 roku.

## Obsada głosowa
Opracowano na podstawie materiału źródłowego:
- Auliʻi Cravalho – Vaiana
- Dwayne Johnson – Maui
- Temuera Morrison – wódz Tui
- Nicole Scherzinger – Sina
- Khaleesi Lambert-Tsuda – Simea
- Rose Matafeo – Loto
- David Fane – Kele
- Hualālai Chung – Moni
- Awhimai Fraser – Matangi
- Alan Tudyk – Heihei
- Rachel House – Babcia Tala
- Tofiga Fepuleaʻi – Nalo
- Jemaine Clement – Tamatoa

### Wersja polska
- Weronika Bochat-Piotrowska – Vaiana
- Igor Kwiatkowski – Maui
- Piotr Grabowski – wódz Tui
- Magdalena Turczeniewicz – Sina
- Stefania Piotrowska – Simea
- Julia Zarzecka – Loto
- Jerzy Kryszak – Kele
- Mikołaj Chroboczek – Moni
- Anna Próchniak – Matangi
- Alistair Abell – Heihei
- Dorota Stalińska – Babcia Tala
- Artur Dziurman – Nalo
- Maciej Maleńczuk – Tamatoa

## Produkcja

### Rozwój projektu
10 grudnia 2020 roku dyrektorka kreatywna Walt Disney Animation Studios, Jennifer Lee, ogłosiła, że w wytwórni trwają prace nad serialem musicalowym zatytułowanym Moana: The Series, opartym na filmie Vaiana: Skarb oceanu. Premiera została zaplanowana na 2023 rok w serwisie strumieniowym Disney+. 4 sierpnia 2021 roku poinformowano, że Osnat Shurer powróci jako producent. 21 stycznia 2022 roku autor scenorysów z Vaiany: Skarbu ocenu – David Derrick Jr. został reżyserem serialu, co czyniło go pierwszym samoańskim reżyserem produkcji Walt Disney Animation Studios. Według Jareda Busha, scenarzysty filmu z 2016 roku, serial powstawał jednocześnie z aktorskim remake’iem Vaiany: Skarbu ocenu.
Animacja serialu miała być realizowana w oddziale Walt Disney Animation Studios w Vancouver, natomiast preprodukcja i tworzenie scenorysów miały być realizowane przez oddział w Burbank. Był to pierwszy projekt zrealizowany przez studio w Vancouver.
W lutym 2024 roku dyrektor generalny The Walt Disney Company Robert Iger na kanale CNBC ogłosił, że serial został przerobiony na kinowy film pełnometrażowy. Decyzja ta była spowodowana tym, że Iger był pod wrażeniem wykonanego już materiału. Równocześnie zaprezentowano oficjalną zapowiedź filmu i ujawniono amerykańską datę premiery.

### Casting
Wkrótce po ogłoszeniu filmu serwisu Deadline Hollywood podał, że trwają rozmowy z Auliʻi Cravalho i Dwayne’em Johnsonem w sprawie ich powrotu do swoich ról głosowych z pierwszej części. Johnson w ekskluzywnym wywiadzie dla serwisu informacyjnego Entertainment Tonight potwierdził swój angaż w projekcie.

## Muzyka
W lutym 2024 roku wraz z ogłoszeniem filmu potwierdzono, że Mark Mancina i Opetaia Foaʻi, którzy skomponowali muzykę do pierwszego filmu, napiszą również muzykę do kontynuacji. Ogłoszono także angaż Abigail Barlow i Emily Bear do napisana piosenek, w zastępstwie Lin-Manuela Mirandy z pierwszego filmu.

## Promocja
W kwietniu 2024 roku Dwayne Johnson zaprezentował pierwsze urywki filmu i treść nowej piosenki na CinemaCon w Las Vegas. Pod koniec maja 2024 roku Walt Disney Animation Studios opublikowało teaser filmu na swoim oficjalnym kanale youtube’owym. W tym samym roku 14 czerwca urywki filmu zaprezentowano na Międzynarodowym Festiwalu Filmów Animowanych w Annecy. Oficjalny zwiastun opublikowano 10 sierpnia 2024 roku z okazji tegorocznego D23, zaś 18 października drugi zwiastun opublikowano na kanale youtube’owym Walt Disney Animation Studios.